# Ellen Svedberg
Ellen Sofia Axelina Svedberg, född 19 maj 1891 i Fors församling, Södermanlands län, död 5 mars 1983 i Eskilstuna (Kloster), var en svensk socialdemokratisk politiker.
Fader var smidesarbetaren Lars Axel Öberg, moder var Emma Sofia Andersson. Hon gifter sig 1913 med typografen, senare annonschefen på tidningen Folket i Eskilstuna, Carl Einar Svedberg.
Ledamot av barnavårdsnämnden och fattigvårdsstyrelsen i Eskilstuna stad. Fattigvårdare åren 1927–1932, barnavårdsman, samt ordförande i Södermanlands socialdemokratiska kvinnodistrikt. Svedberg var ledamot av Sveriges riksdags andra kammare från 1941 i valkretsen Södermanlands län. Hon var även landstingsledamot från 1939.